# Bitka kod Salamine na Cipru (450. pr. Kr.)
Bitka kod Salamine na Cipru (450. pr. Kr.) bila je pomorska bitka koja se paralelno s kopnenom bitkom vodila nedaleko od obale grada Salamine na Cipru, u vrijeme grčko-perzijskih ratova. Sukobljene strane bile su Ahemenidsko Perzijsko Carstvo čija se flota sastojala od feničkih i cilicijskih brodova, te Delski savez odnosno mornarica grčkih polisa predvođena Atenjanima.

## Pozadina
Godine 454. pr. Kr. Delski savez predvođen Atenom izgubio je veći dio flote u neuspješnom pokušaju pomaganja egipatske pobune protiv Perzijskog Carstva. Tijekom iduće tri godine Atenjani su također neuspješno pokušali zauzeti grad Farsalu u Tesaliji, kao i Sikion te Oiniad, koji su bili saveznici Peloponeskog saveza predvođenog Spartom. Godine 451. pr. Kr. Atenjani i Spartanci su dogovorili petogodišnje primirje.

## Bitka
Nakon što je primirje skopljeno, Kimon se našao u prilici da nastavi rat protiv Perzijanaca. Sakupio je 200 savezničkih trirema i otplovio je prema Cipru, odakle je poslao 60 brodova u Egipat kako bi pomogao princu Amirteju koji se borio protiv Perzijanaca u Delti Nila. Ostatak mornarice Kimon je poveo u potporu ciparskim polisima koji su podigli ustanak, te je postavio opsadu oko grada Kitiona koji je bio perzijsko uporište.
Prilikom opsade Kimon pogiba, pa grčku mornaricu preuzima Anaksikrat koji je mjesec dana tajio Kimonovu smrt. Anaksikrat se odlučio povući, no prilikom bijega upustio se u sukob s perzijskom flotom kod grada Salamine na istočnom Cipru. Unatoč taktičkoj grčkoj pobjedi, njihova flota prisiljena je na povlačenje zajedno s mornaricom koja je pomagala Egipćane.

## Poveznice
- Grčko-perzijski ratovi

## Vanjske poveznice
- Kimon (Heritage-history.com)[neaktivna poveznica]
- Cipar, perzijsko doba (enciklopedija Britannica)